# Opius mitis
Opius mitis är en stekelart som beskrevs av Fischer 1963. Opius mitis ingår i släktet Opius och familjen bracksteklar. Inga underarter finns listade i Catalogue of Life.